# Juan de Lisboa

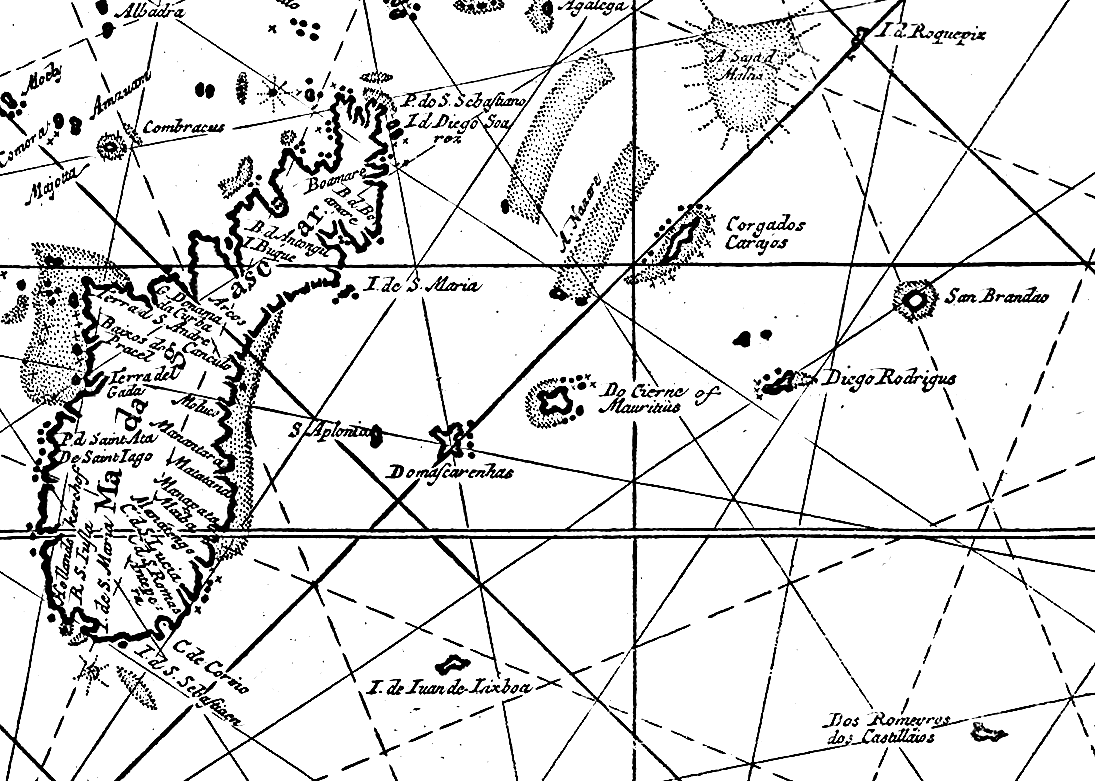
Détail d'une carte de la mer des Indes établie par van Keulen en 1689 et positionnant Juan de Lisboa au sud-est de Madagascar.

Juan de Lisboa, ou Saint-Jean de Lisbonne, est une île fantôme de l'océan Indien qui n'a jamais existé. Elle a été reportée de carte en carte par erreur du XVIIe au XVIIIe siècle, sa position divergeant selon les documents. Elle est parfois accompagnée d'une autre île, celle de dos Romeiros, elle aussi fantôme.

## Apparition sur les cartes
L'identité de celui qui le premier dessina l'île de Juan de Lisboa sur une carte est inconnue. Il s'agit sans doute d'un navigateur qui, par l'imprécision des instruments de navigation de l'époque, crut découvrir une nouvelle terre ou positionna incorrectement une île existante déjà repérée. Son erreur fut cependant reproduite pendant plus d'un siècle.
Hugues de Linschot, dans sa carte de la mer des Indes publiée en 1638, marque deux îles, l'une au sud des Mascareignes appelée Juan de Lisboa, et l'autre au sud-est de Rodrigues, qu'il nomme île dos Romeiros. Une carte de Robert Dudley publiée en 1647 présente quant à elle dans le sud-ouest de l'île Maurice deux îles nommées l'une Santa Apollinia, l'autre Dascaienhas. Aucune île n'est figurée dans les parages où l'on cherche Juan de Lisboa.
D'Ancille, en 1727, réunit les deux îles Juan de Lisboa et Romeiros en une seule, et la porte directement au sud de Bourbon, sous le nom d'île dos Romeiros dos Castelhanos, ou de Juan de Lisbonne ; mais il la supprime entièrement en 1749. Ainsi, après avoir prolongé pendant environ un siècle son existence incertaine et errante dans les cartes, tantôt seule, tantôt accompagnée d'une ou deux îles, Juan de Liboa semblait avoir été oubliée.

## Preuves supposées de l'existence de l'île
La tradition de l'existence de l'île, conservée parmi quelques descendants de corsaires fixés à l'île Bourbon, gagna un nouvel intérêt dans la deuxième moitié du XVIIIe siècle. On distribua à l'île de France des notes et extraits de journaux obscurs, incohérents, contradictoires, mais auxquels des géographes européens donnèrent quelque consistance par leurs commentaires. Ces notes, ajoutées à un mémoire sur l'île Bourbon, fait au bureau général de la Compagnie française des Indes orientales le 11 février 1771, établissent que « l'île de Juan de Lisbonne ne paraît imaginaire qu'aux navigateurs qui ne l'ont point reconnue ». Elles affirment pour preuve qu'un « flibustier y a descendu, il n'y a pas six ans, et tué, lui second, 12 ou 15 bœufs en moins de deux heures ». Elles invoquent enfin le témoignage d'un certain Boynot qui assure « l'avoir reconnue et tournée à la fin de l'année 1707, en retournant de l'île de Bourbon à Pondichéry ». Sa parole ne pourrait être mise en doute car il convient « qu'il est redevable de cette découverte à des flibustiers qui se trouvaient à bord de son vaisseau et ajoute qu'en passant par le sud de Madagascar, il abrégea sa route de beaucoup », bien que ce soit en contradiction avec ce que l'on sait à l'époque sur les vents et les courants dans le canal du Mozambique, que Boynot aurait emprunté. De plus, il dit avoir observé cette île « exactement comme Texeira représente celles dos Romeiros » alors qu'il n'avait pas encore vu la carte de ce Portugais, ni celle de van Keulen, quand on lui parla de l'île de Juan de Lisboa. « Cette circonstance fait croire que ce que le sieur Boynot rapporte est exact, attendu qu'on ne saurait penser qu'il ait voulu en imposer. » 
On s'appuie davantage sur la découverte authentique faite par le capitaine Sornin en passant du cap de Bonne-Espérance à l'île de France le 1er mai 1772. Il écrit dans son journal de bord : « Depuis la veille à midi, les vents avaient fait le tour du compas, par grains, pluie, tonnerre et éclairs ; la mer très-grosse, l'air enflammé. » À dix heures du matin, il voit la terre très distinctement dans le nord-ouest. Aussitôt il vire de bord pour aller la reconnaître, s'en assure à onze heures, fait virer vent arrière, court dans l'est, « voyant que ce peut être la pointe du sud de Madagascar », et relâche le 12 à Rodrigues, où il trouve trois lieues de différence à l'est, et juge que ces terres, suivant son point, « restent dans le S. S. E. du monde de Rodrigue, distantes de 142 lieues ». Comment trouver dans cette rencontre d'un vaisseau battu par la tempête, une confirmation de l'existence de Saint-Jean de Lisbonne ? Le vice-amiral Thévenard, qui paraît y croire, s'appuie du capitaine Donjon, officier en second d'un bâtiment qu'il ne nomme pas, mais qui est vraisemblablement celui du capitaine Sornin. D'après le journal de cet officier, il a vu la terre le 27 avril 1772, à neuf heures et demie du matin, « avec un orage très-violent, pluie très-abondante, éclairs et tonnerre tombant fréquemment », à la distance de dix à douze lieues dans l'ouest par 76° 34' de longitude est, et par 27° 26' de latitude sud, observée à midi. Il ne cessa de voir la terre depuis onze heures jusqu'à la nuit, et arriva le douzième jour à Rodrigues, avec 47 lieues de différence à l'est, ce qui lui fit croire que cette terre existait. Mais dans une lettre particulière adressée à d'Entrecasteaux, avec un extrait de son journal et une vue de la terre, le capitaine Donjon, après avoir sans doute complété ses observations dans le cabinet, réduit à 73° 36' la longitude estimée de sa prétendue découverte, que dès lors il n'hésite plus à désigner sous le nom de Saint-Jean de Lisbonne. Le gouvernement de l'île de France a plusieurs fois ordonné la vérification officielle de ces informations.

## Fin de la légende
Armand de Saint-Félix, arrivé en avril 1770 à l'île de France, se voit chargé par Le gouverneur général des Mascareignes Desroches d'une mission hydrographique de la plus haute importance : mener une expédition à la recherche de Juan de Lisboa et en prendre possession avant les Anglais. Il en revient 90 jours plus tard, attendu par La Pérouse, sans avoir trouvé l'île, qui est dès lors éliminée des cartes. Néanmoins, une deuxième expédition en 1782 et 1783 menée par Corval de Grenville part à la recherche de l'île perdue et revient bredouille. L'inexistence de Juan de Lisboa est donc démontrée.
Yves Joseph de Kerguelen de Trémarec et Nicolas Thomas Marion-Dufresne auraient eux aussi cherché la mystérieuse île, vainement.  Alexis-Marie de Rochon ajoute au bas d'un extrait du journal de Sornin, inséré dans son Voyage aux Indes orientales que : « En revenant de Madagascar, nous crûmes un moment que nous apercevions l'île de Juan de Lisboa, mais c'étaient des nuages qui occasionnaient cette illusion, à laquelle les plus habiles marins ne sont que trop souvent exposés. »